# Camponotus contractus
Camponotus contractus är en myrart som beskrevs av Mayr 1872. Camponotus contractus ingår i släktet hästmyror, och familjen myror.

## Underarter
Arten delas in i följande underarter:
- C. c. buttesi
- C. c. contractus
- C. c. scortechinii